# آکریون
آکریون (به انگلیسی: Acrion) لوکریایی اهل مگنا گراسیا و فیلسوف فیثاغورثی بود. والریوس ماکسیموس از او با نام آریون یاد کرده است. به گفته ویلیام اسمیت، آریون یک قرائت نادرست از آکریون است.